# Tityra semifasciata
Tityra semifasciata là một loài chim trong họ Tityridae.